# Прецентральная извилина

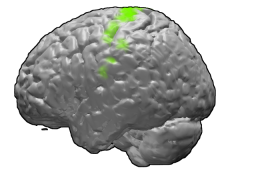
4-е цитоархитектоническое поле Бродмана

Прецентральная извилина (лат. gyrus precentralis) — участок лобной доли коры больших полушарий головного мозга. В ней начинается пирамидный путь, который, заканчиваясь на мотонейронах спинного мозга и двигательных ядрах черепных нервов, обеспечивает сознательные движения. Функционально соответствует первичной моторной коре, цитоархитектонически — полю Бродмана 4.

## Анатомия
Прецентральная извилина располагается в лобной доле, спереди от центральной борозды. Её границами служат:
- спереди — прецентральная борозда
- сзади — центральная борозда
- медиально — продольная щель мозга
- латерально — латеральная борозда

## Гистология
В 1909 году немецкий невролог Корбиниан Бродманн опубликовал карты цитоархитектонических полей коры больших полушарий головного мозга. Бродман впервые создал карты коры. Большая часть прецентральной извилины относится к 4 полю Бродмана. Меньшая передняя часть прецентральной извилины представлена премоторной корой (поле Бродмана 6).
Особенностью строения прецентральной извилины является в первую очередь её толщина. Она достигает 4,5 мм и является наибольшей в сравнении с другими участками коры. V слой коры прецентральной извилины представлен гигантскими клетками Беца. При этом IV слой (в клетки которого поступает афферентная информация из таламуса) практически не развит. V клеточный слой граничит с III слоем коры.

## Функция
Произвольные движения мышц возникают за счёт импульсов, идущих по длинным нервным волокнам из коры больших полушарий головного мозга. Эти волокна формируют двигательный или пирамидный путь. Они являются аксонами нейронов, расположенных в прецентральной извилине, в 4-м цитоархитектоническом поле Бродмана.
Нейроны, иннервирующие глотку и гортань, расположены в нижней части прецентральной извилины. Далее в восходящем порядке идут нейроны, иннервирующие лицо, руку, туловище, ногу. Таким образом, все участки тела человека спроецированы в прецентральной извилине как бы вверх ногами. Данная закономерность отмечена канадским нейрохирургом Пенфилдом, а полученное им изображение носит название «двигательного гомункулуса».
Мотонейроны 4 поля контролируют произвольные движения скелетных мышц противоположной половины тела, так как большинство пирамидных волокон переходит на противоположную сторону в нижней части продолговатого мозга.

## Семиотикапоражения
При повреждении прецентральной извилины возникают центральные парезы или параличи на противоположной стороне тела по монотипу (парез или паралич возникает либо в руке либо в ноге или лицевой мускулатуре в зависимости от места поражения). При раздражении прецентральной извилины возникают приступы джексоновской эпилепсии, которые характеризуются клоническими подёргиваниями отдельных групп мышц, соответствующих раздражаемым участкам коры. Джексоновские приступы могут переходить в общий судорожный припадок.